# Acanthoscelides daleae
Acanthoscelides daleae är en skalbaggsart som beskrevs av Johnson 1970. Acanthoscelides daleae ingår i släktet Acanthoscelides och familjen bladbaggar. Inga underarter finns listade i Catalogue of Life.